# Oyam
Oyam (nep. ओयाम) – gaun wikas samiti we wschodniej części Nepalu w strefie Meći w dystrykcie Panchthar. Według nepalskiego spisu powszechnego z 2001 roku liczył on 727 gospodarstw domowych i 4142 mieszkańców (2082 kobiet i 2060 mężczyzn).